# Fluss-Zwergdeckelschnecke
Die Fluss-Zwergdeckelschnecke (Sadleriana fluminensis) ist eine seltene Art der Gattung der Zwergdeckelschnecken (Sadleriana) aus der Familie der Wasserdeckelschnecken (Hydrobiidae).

## Merkmale
Fluss-Zwergdeckelschnecken sind sehr klein, das Gehäuse ist ca. 3,2 mm hoch und 3 mm breit und beinahe kugelig geformt. Das Gehäuse selbst ist braun. Oft ist es – insbesondere bei Vorkommen in heller Umgebung – mit einem grünen Überzug aus Algen bedeckt.

## Taxonomie
Die Zwergdeckelschnecken können anatomisch nur anhand der Geschlechtsorgane sicher bestimmt werden. Auch Sequenzierung der DNA muss oft herangezogen werden. Ältere Angaben anhand von Leerschalen können daher problematisch sein, da einige Arten einander sehr ähnlich sind.

## Verbreitung
Die Fluss-Zwergdeckelschnecke (Sadleriana fluminensis) kommt in Nord-Italien, Slowenien, Kroatien und Bosnien-Herzegowina vor. Die heute zerstreuten Vorkommen können als Relikte einer eiszeitlich zusammenhängenden Verbreitung gedeutet werden, als die Adria teilweise ausgetrocknet war und die Flüsse gemeinsame Unterläufe hatten.

## Lebensweise und Ökologie
Zwergdeckelschnecken brauchen weitgehend konstante Temperaturen in ihrem Lebensraum. Sie leben fast ausschließlich in kalten Bächen oder Flüssen und sind so genannte Zeigerarten für reines Wasser. In geeigneten Lebensräumen können hunderte Tiere pro Quadratmeter leben. Meist kommen sie mit anderen Schneckenarten gemeinsam vor, in Flüssen um die obere Adria z. B. Sadleriana fluminensis mit Emmericia patula (Breitlippige Zwergdeckelschnecke) und Theodoxus fluviatilis (Gemeine Kahnschnecke).
Sie ernähren sich von Kieselalgen, Blaualgen und Grünalgen, die sie an der Oberfläche von Steinen im Gewässer abweiden.
Sie sind stark spezialisiert und damit sehr gut an den nährstoffarmen Lebensraum angepasst. Aufgrund der geringen ökologischen Amplitude reagieren sie auf Änderungen ihres Lebensraumes innerhalb kurzer Zeit mit sinkender Individuenzahl oder sogar dem lokalen Aussterben.
Die Verbreitung erfolgt durch größere Tiere, an denen Schnecken oder deren Eier von einem zum nächsten Gewässer transportiert werden.

## Gefährdung
Zwergdeckelschnecken sind durch Gewässerverbauung und Wassernutzung (insbesondere in trockenen Regionen, wo durch exzessive Wassernutzung im Sommer viele Bäche austrocknen) sowie Baumaßnahmen im Nahbereich der Gewässer gefährdet. Eintrag von Stickstoff aus der Luft oder von angrenzenden Landwirtschaftsflächen führen zur Eutrophierung und dem Überwuchern des Substrates durch Algen oder Wasserpflanzen.
Die IUCN stuft die weit verbreitete und in vor allem in Friaul häufige Sadleriana fluminensis als „Nicht gefährdet“ (Least concern) ein.